# Paul Brady
Paul Joseph Brady (Strabane, 19 maggio 1947) è un cantautore irlandese.
La sua musicalità nasce dalla rilettura della musica rock e blues degli anni 60/70 filtrati attraverso la sensibilità della musica celtica irlandese e di cui è uno dei massimi esponenti.
La sua ricerca è stata recentemente premiata nel 2010 in Italia, dove dalle mani dell'artista cinese Zhang Hongmei ha ricevuto il Premio Tenco.

## Discografia solista
- Welcome Here Kind Stranger (1978)
- Hard Station (1981)
- True for You (1983)
- Back to the Centre (1985)
- Full Moon (1986)
- Primitive Dance (1987)
- Trick or Treat (1991)
- Songs & Crazy Dreams (Compilation) (1992)
- Spirits Colliding (1995)
- Nobody Knows: The Best of Paul Brady (Compilation) (1999)
- Oh What a World (2000)
- 'The Paul Brady Songbook' (album and DVD) Live recordings for RTE TV series (2002)
- 'The (Missing) Liberty Tapes' (2003) [Recorded Live at Liberty Hall, Dublin, July 21, 1978]
- Say What You Feel (2005)
- 'Hooba Dooba' (2010)